# 2005 في إسرائيل
فيما يلي قوائم الأحداث التي وقعت خلال عام 2005 في إسرائيل.

## أحداث

أعلنت طريق البخور - مدن النقب الصحراوية من قبل اليونسكو كموقع للتراث العالمي.

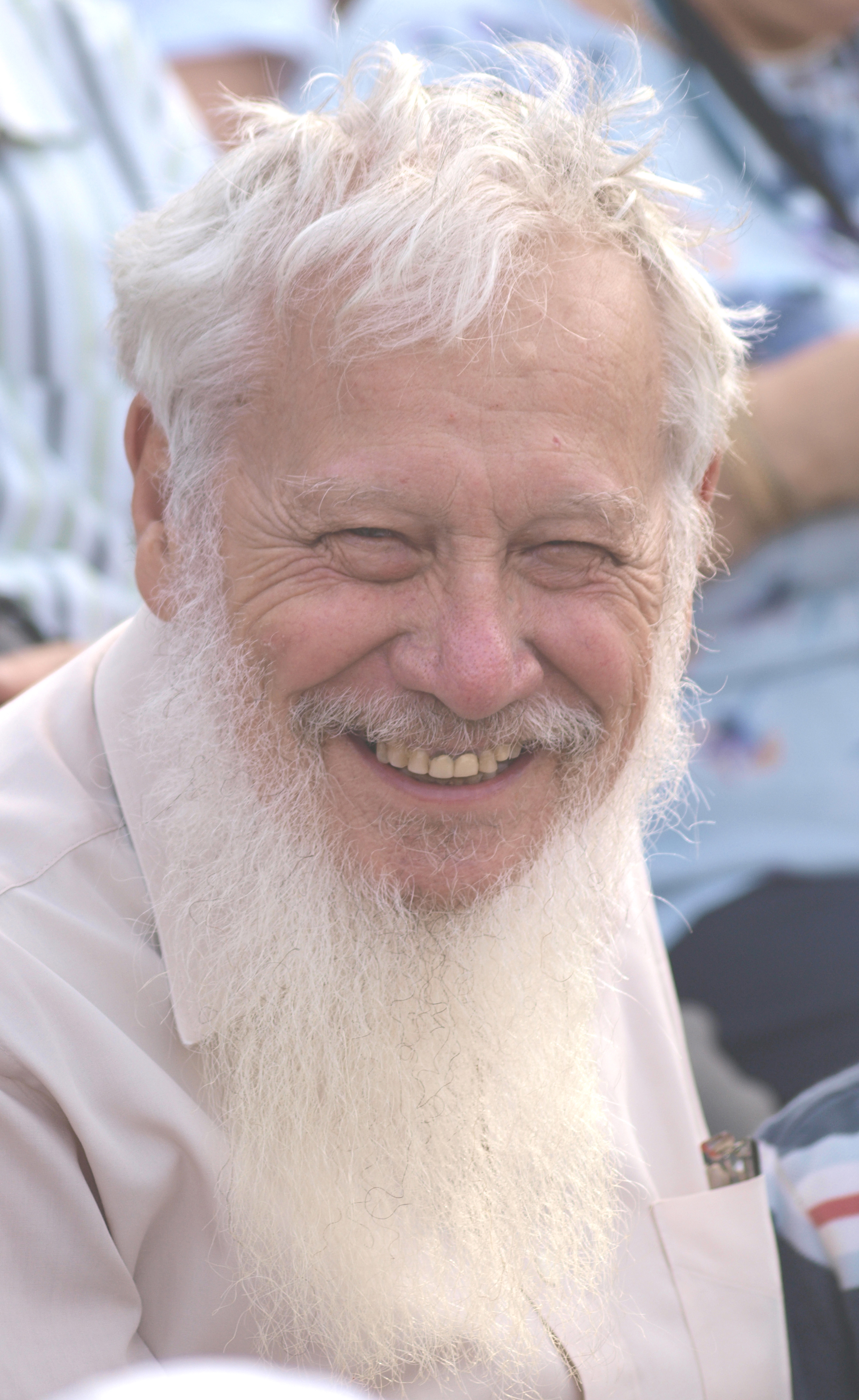
جائزة نوبل في الاقتصاد تُمنح لـ روبرت أومان

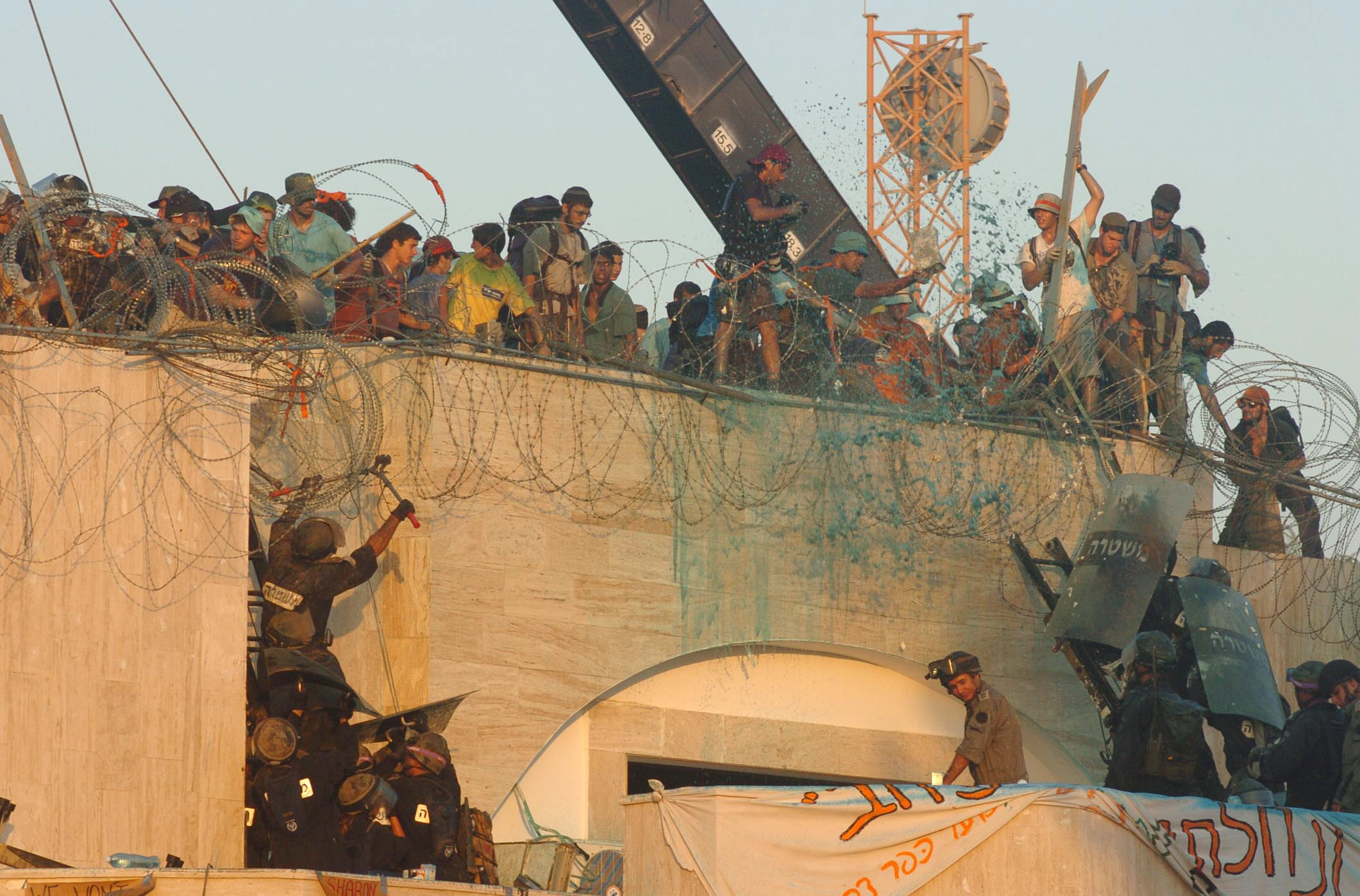
خطة فك الارتباط الأحادية الإسرائيلية. إخلاء مستوطنة كفار داروم أثناء تنفيذ خطة الانفصال

- 26 أكتوبر – عملية الخضيرة

## سياسة

### تعيين في المنصب
- 1 يناير – عمير بيرتز قائد المعارضة،عضو الكنيست [الإنجليزية]‏.
- 10 يناير – بنيامين بن إليعازر وزير الطاقة الإسرائيلي  [لغات أخرى]‏.
- 10 يناير – حاييم رامون وزير بدون حقيبة وزارية.
- 10 يناير – داليا إيتسيك وزير الاتصالات الإسرائيلي  [لغات أخرى]‏.
- 12 يناير – موشيه غافني عضو الكنيست [الإنجليزية]‏.
- 12 يناير – يسرائيل أيخلير عضو الكنيست [الإنجليزية]‏.
- 18 نوفمبر – صالح طريف عضو الكنيست [الإنجليزية]‏.
- 23 نوفمبر – إيهود أولمرت عضو الكنيست [الإنجليزية]‏.
- 23 نوفمبر – تسيبي ليفني عضو الكنيست [الإنجليزية]‏.
- 23 نوفمبر – روني بار أون عضو الكنيست [الإنجليزية]‏.

### انتهاء فترة المنصب
- 10 يناير – إيهود أولمرت وزير الاتصالات الإسرائيلي  [لغات أخرى]‏،عضو الكنيست [الإنجليزية]‏.
- 10 يناير – تسيبي ليفني وزير البناء والإسكان  [لغات أخرى]‏،عضو الكنيست [الإنجليزية]‏.
- 12 يناير – موشيه غافني عضو الكنيست [الإنجليزية]‏.
- 12 يناير – يسرائيل أيخلير عضو الكنيست [الإنجليزية]‏،عضو الكنيست [الإنجليزية]‏.
- 23 مايو – عمير بيرتز عضو الكنيست [الإنجليزية]‏.
- 1 يونيو – موشيه يعلون رئيس الأركان العامة (إسرائيل).
- 9 أغسطس – بنيامين نتانياهو وزير المالية الإسرائيلي  [لغات أخرى]‏.
- 18 نوفمبر – عمرام متسناع عضو الكنيست [الإنجليزية]‏.
- 23 نوفمبر – بنيامين بن إليعازر وزير الطاقة الإسرائيلي  [لغات أخرى]‏.
- 23 نوفمبر – حاييم رامون وزير بدون حقيبة وزارية.
- 23 نوفمبر – داليا إيتسيك وزير الاتصالات الإسرائيلي  [لغات أخرى]‏.
- 23 نوفمبر – روني بار أون عضو الكنيست [الإنجليزية]‏.
- 10 ديسمبر – تساحي هنغبي عضو الكنيست [الإنجليزية]‏.

## أفلام
من الأفلام التي صدرت هذه السنة في إسرائيل:
- 1 يناير – العروس السورية من إخراج عيران ريكليس.
- 14 فبراير – الجنة الآن من إخراج هاني أبو أسعد.

## وفيات

### يناير
- 13 يناير – هشام شرابي (مواليد 1927) مؤرخ فلسطيني.

### أبريل
- 24 أبريل – عيزر فايتسمان (مواليد 1924) الرئيس السابع للكيان الصهيوني.

### مايو
- 28 مايو – أفنير شاكي (مواليد 1926) سياسي إسرائيلي.

### أغسطس
- 4 أغسطس – عدن نتن زده (مواليد 1986) مجرم إسرائيلي.

### سبتمبر
- 7 سبتمبر – موسى عرفات (مواليد 1940) سياسي فلسطيني.

### أكتوبر
- 3 أكتوبر – سارة ليفي تاناي (مواليد 1910)